# Голаешти (Јаши)
Голаешти (рум. Golăeşti) насеље је у Румунији у округу Јаши у општини Голајешти. Oпштина се налази на надморској висини од 36 m.

## Становништво
Према подацима из 2011. године у насељу је живело 3797 становника.